# Mistrzostwa Rumunii w rugby union (1939)
Mistrzostwa Rumunii w rugby union 1939 – dwudzieste trzecie mistrzostwa Rumunii w rugby union.
Tytuł zdobyła drużyna Sportul Studențesc, a debiut w najwyższej klasie rozgrywkowej zanotowała pierwsza drużyna spoza Budapesztu – IAR Brașov.